# Apamea illustra
Apamea illustra är en fjärilsart som beskrevs av Smith 1908. Apamea illustra ingår i släktet Apamea och familjen nattflyn. Inga underarter finns listade i Catalogue of Life.